# 台风艾云尼 (2006年)
颱風艾雲尼（英語：Typhoon Ewiniar），在菲律賓被稱為颱風艾斯特（英語：Typhoon Ester），是2006年太平洋颱風季第三個獲命名的風暴。它是一場持續12天的熱帶氣旋，整體向北移動。在其生命周期裏，它影響了帛琉、雅浦島、华东地区、日本琉球群岛、大韩民国以及朝鲜民主主义人民共和国。在登陸大韓民國之前，曾短暫有登陸朝鮮民主主義人民共和國的走勢。艾雲尼造成至少181人死亡。然而，一份非官方報告指，朝鮮民主主義人民共和國的水災已造成多達一萬人死亡，另有4,000人失蹤。

## 氣象歷史
6月29日，聯合颱風警報中心（JTWC）把帛琉以東一持續的熱帶擾動歸類為熱帶低氣壓。該低氣壓向西北移動，並在翌日（6月30日）被聯合颱風警報中心升級為第四號熱帶風暴，日本氣象廳大約在同一時間將風暴命名為熱帶風暴艾雲尼。「艾雲尼」（Ewiniar）這個名字是由密克罗尼西亚联邦提供，指的是楚克的傳統風暴之神。
接下來的兩天，艾雲尼向西北偏西移動，給雅浦群島帶來大雨和地區性洪水災。之後它轉向西北移動，在美國採用一分鐘平均風速測量方法中達到風力時速240公里的最高強度，在國際採用十分鐘平均風速測量方法中的風力則為每小時185公里，其最低氣壓為930百帕（毫巴）。艾雲尼轉向北上，掠過华东地区，迫使許多城市的居民疏散。
艾雲尼在經越過較冷的水域時逐漸減弱，並在7月10日以強烈熱帶風暴的標準登陸大韩民国，此前曾短暫有登陸貧困的朝鲜民主主义人民共和国的走勢。艾雲尼在橫越該國時經過首爾50公里的範圍內，然後在翌日於日本海上空轉變成溫帶氣旋。艾雲尼在較早時也曾吹襲日本琉球群岛。

## 防災措施

### 中華人民共和國

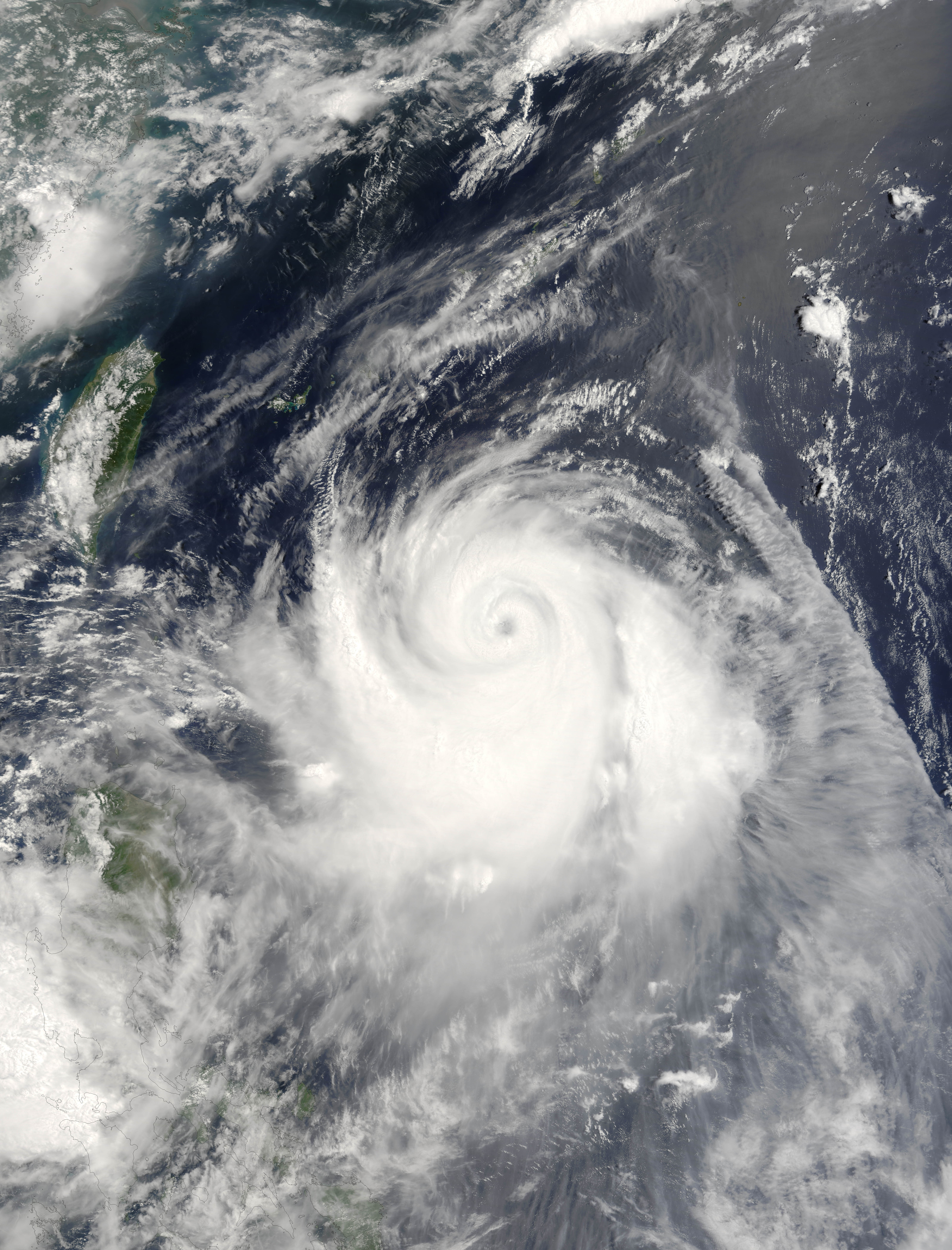
颱風艾雲尼在7月7日靠近琉球群岛

隨著艾雲尼亞開始威脅中國大陸沿岸，北京政府下令緊急疏散低窪地區的所有村民。據報導，宁波市已疏散7,634人，8,000多艘船舶應當局要求回到寧波市和舟山市港口避害。上海市防汛指揮部還要求官員為即將來臨的颱風做好準備，預計颱風將在7月9日開始影響上海市。

### 日本
當艾雲尼亞開始靠近琉球群岛時，九州佐世保海軍基地於當地時間7月7日下午4時發布第三級熱帶氣旋應急響應（TCCOR），而在前一天，即7月6日，哈珀斯·費里級登陸艦 (LSD-49)已拋錨離開港口，前往天氣條件較安全的區域。7月7日，埃塞克斯號兩棲攻擊艦也從該區撤離。然而，朱諾號船塢平台登陸艦和鮑迪奇號仍然停泊在佐世保，而衛報號和哨兵號則轉到附近的旱塢停泊。
7月7日，沖繩縣的所有美國軍事基地進入第二級熱帶氣旋應急響應，並預計在翌日升至第一級，而原定在7月8日和7月9日週末於漢森營和普天間飛行場舉行的指揮官杯壘球錦標賽被迫延期。7月9日凌晨，美軍發布第1級熱帶氣旋應急響應，表示持續風力至少達50節（每小時93公里），禁止所有戶外活動。

### 大韓民國

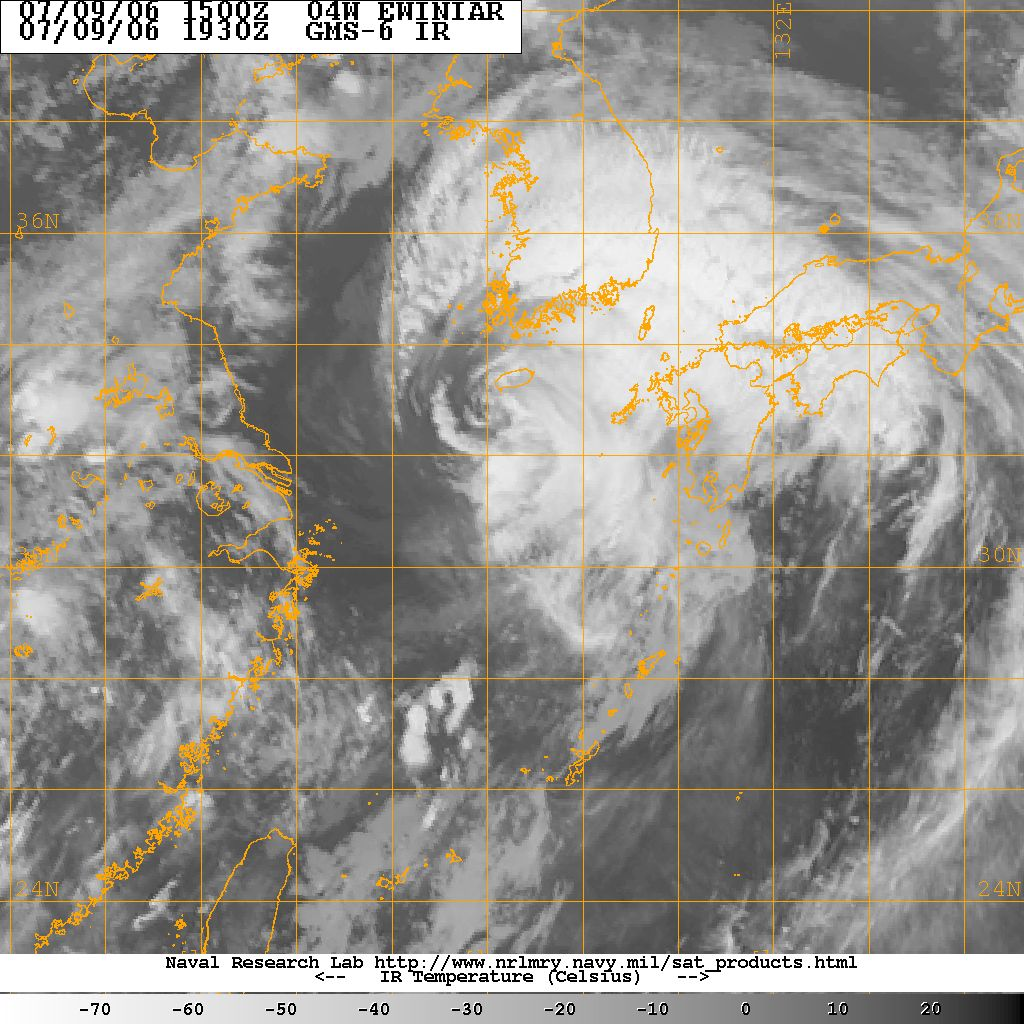
7月9日，位於济州岛西南方的強烈熱帶風暴艾雲尼，即將登陸大韩民国。

隨著艾雲尼移離琉球群岛並開始威脅朝鮮半島，韓國氣象廳（KMA）向該國大部分地區發布颱風警報。韓國氣象廳還向獨島和鬱陵島發布颱風警告。
美國海軍駐韓國司令部已進入第三級熱帶氣旋戒備狀態，並在7月8日宣布進入第二級熱帶氣旋戒備狀態。駐韓美軍隨後宣布進入第一級熱帶氣旋戒備狀態，但在7月10日艾雲尼登陸後取消。

## 影響

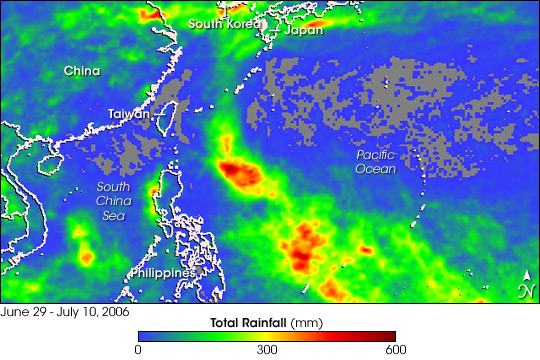
6月29日至7月10日西北太平洋地區的總降雨量。降雨量最多的地區標誌著艾雲尼的路徑。圖像頂部附近的中等到零散強降雨與颱風艾雲尼無關。

由於其路徑和相對持續時間較長，許多地區受艾雲尼影響，沿途造成至少40人死亡，並在其路徑上留下很多破壞。

### 帛琉及雅浦
艾雲尼在其誕生之初就影響雅浦島和帛琉，這兩個地區均屬於位於關島蒂延的國家氣象局（NWS）辦公室的預警管轄範圍。艾雲尼在雅浦島造成高達1.5米的沿海水災，特別是港口附近和科洛尼亞灣附近地區。艾雲尼還導致雅浦島全島停電，但根據國家氣象局風暴後報告，由於2004年超級颱風蘇特席捲全島後建築物的結構更加穩固，雅浦島的損失已降至最低。據報導，鹽霧也對農業造成損害。造成的損失總額估計略高於$10萬（2006年美元）。
雅浦島降雨量約為61毫米，而帛琉科羅爾州報告稱，截至7月3日早上6時，該地24小時降雨量總計為48毫米 。雅浦島氣象服務辦公室（WSO）報告該島的最高陣風為每小時98公里，而科羅爾州氣象服務辦公室則為每小時85公里。在熱帶風暴艾雲尼橫過兩島期間，還需要對恩古盧環礁、雅浦島、科羅爾州和卡揚埃爾州發出熱帶風暴觀察預警及警告。雅浦島和帛琉並無因艾雲尼造成死亡的報導。

### 中華人民共和國
颱風艾雲尼在中華人民共和國造成至少34人死亡，西北地區的甘肃省和山西省遭受山泥傾瀉。目前尚不清楚山泥傾瀉是由艾雲尼直接引發，還是由艾雲尼和其他天氣共同造成。因此，艾雲尼因山泥傾瀉造成的死亡被認為是間接造成，而不是直接造成的。7月9日上午6時至7月10日午夜，山东省報告的平均降雨量為每小時3.4毫米（總計約61.2毫米）。受雷暴和艾雲尼影響，從北京市首都國際機場出發的至少300個航班被迫延誤，中国国际航空和中国东方航空取消從中國大陸出發飛往大韓民國的航班。由於艾雲尼沒有直接影響中國大陸，因此幾乎沒有重大損失的報告。

### 日本
艾雲尼為沖繩縣帶來大雨，給遊客帶來了巨大的混亂和麻煩。從沖繩縣出發前往鄰近島嶼的航班和渡輪均被取消，由於大多數酒店已經接近爆滿，多達3,500名遊客滯留在各個機場。據報導，其他遊客住在一些沖繩縣居民的家中，而山泥傾瀉易發地區的一些居民則疏散到地勢較高的地方。南城市有七人因倒下的招牌受傷，而名護市的一名老年婦女和八重瀨町的一名年輕女孩則因強風而受傷。
風暴期間報告的最高風速為每秒34.9米（每小時126公里）。這些強風將海灘上約7厘米深的沙子吹入居民的院子裡。據報導，颱風艾雲尼亞造成價值2,000萬日圓（17.3萬美元）的甘蔗和蔬菜損失，成熟的水果無法運往亞洲市場，農民遭受利潤損失。

### 大韓民國

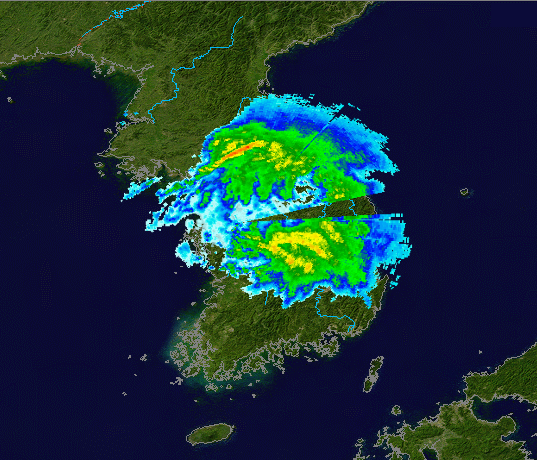
7月10日，位於朝鲜半岛上空熱帶風暴艾雲尼的雷達圖像

據報導，大韓民國遭受嚴重損失。報導称全國有150平方公里的農田被洪水淹沒，大多數國內渡輪和航空旅行中斷或取消。道路和堤壩遭山泥傾瀉和水災摧毀，在全羅南道，一座寺廟遭山泥傾瀉摧毀。一位官員表示，水災還摧毀600多所房屋和房屋。
各道的降雨總量各不相同。韓國氣象廳表示，大韓民國南部地區降雨量高達234毫米，而慶尚南道咸陽郡報告的總降雨量為199毫米至260毫米。
全羅南道、慶尚南道和濟州約300所學校被勒令關閉。然而，濟州一所學校無視命令，造成兩人受傷。大韓民國其他地方也報告有人受傷，艾雲尼造成62人死亡。
除了颱風艾雲尼之後的水災影響外，全國各地的損失達2.06萬億韓圓（14億美元）。

### 朝鮮民主主義人民共和國
由於朝鲜民主主义人民共和国的資訊不流通，有關該國造成的損失的資訊並不多。然而，《時代雜誌》亞洲版有關朝鮮民主主義人民共和國的報導指出，艾雲尼導致60,000名村民無家可歸。該國的水災造成至少141人死亡、112人失蹤。然而，一份非官方報告稱，可能有多達10,000人喪生。另一份報告指出，颱風造成「聖經般的災難」，估計有54,700人死亡，主要是因為山泥傾瀉。

## 外部連結
- 日本氣象廳有關颱風艾雲尼（0603）的最佳路徑數據（页面存档备份，存于） （日語）
- 日本氣象廳有關颱風艾雲尼（0603）的最佳路徑數據（圖像）（页面存档备份，存于） （英語）
- 日本氣象廳的最佳路徑數據（文本）（页面存档备份，存于） （英語）
- 聯合颱風警報中心有關第四[] 错误：{{Lang}}：无文本（帮助）W號超級颱風（艾雲尼）的最佳路徑數據（页面存档备份，存于） （英語）